# Волиця (Великомостівська міська громада)
Во́лиця — село в Україні, у Шептицькому районі Львівської області. Населення становить 709 осіб.

## Населення

### Мова
Розподіл населення за рідною мовою за даними перепису 2001 року:
| Мова       | Кількість | Відсоток |
| ---------- | --------- | -------- |
| українська | 708       | 99.86%   |
| російська  | 1         | 0.14%    |
| Усього     | 709       | 100%     |